# Campeonato Brasileiro de Clubes de Basquete Masculino
O Campeonato Brasileiro de Clubes de Basquete Masculino (ou Campeonato Brasileiro de Clubes CBB) é uma competição oficial de basquetebol masculino do Brasil, organizada pela Confederação Brasileira de Basketball.
Em sua edição inaugural pôde ser considerada uma 3.ª divisão, atrás do NBB e da Liga Ouro; com a extinção desta última, a partir de 2020 o Campeonato Brasileiro de Clubes se tornou a 2.ª divisão do basquete nacional, assim sendo até o ano de 2024.
O torneio é sucessor da Supercopa Brasil de Basquete, que também era organizada pela CBB e teve sua última edição em 2018.

## História e objetivo do campeonato
Com o intuito de voltar a organizar uma competição maior a nível nacional e cumprir o acordo firmado com a FIBA, a CBB propôs a criação de um novo torneio com o objetivo de massificar e fomentar o basquete pelo país. A primeira reunião para a formatação do campeonato ocorreu no dia 23 de outubro de 2018, na Associação Cristã de Moços, na cidade de Sorocaba. A primeira edição teve início em março de 2019 e oito clubes confirmados. Por ser considerado a segunda divisão, o campeão terá direito de pleitear uma vaga no NBB. Com isso, a Liga Ouro foi extinta após a edição de 2019.

## Equipes da edição atual
Equipes participantes da edição de 2024:
| Equipe          | Cidade         | Estado |
| --------------- | -------------- | ------ |
| Blumenau        | Blumenau       | SC     |
| Brusque         | Brusque        | SC     |
| Cruzeiro        | Belo Horizonte | MG     |
| Liga Sorocabana | Sorocaba       | SP     |
| Osasco          | Osasco         | SP     |
| Praia Clube     | Uberlândia     | MG     |
| Santos          | Santos         | SP     |
| Tatuí           | Tatuí          | SP     |
| Vitória         | Salvador       | BA     |

## Edições
Notas
1. 1 2  Neste ano, não houve final. A competição foi decidida numa fase final de grupos.

## Títulos

### Por equipe
| Clube                  | Títulos  | Vices           | 3.º lugar       | 4.º lugar       |
| ---------------------- | -------- | --------------- | --------------- | --------------- |
| Cruzeiro               | 1 (2023) | 1 (2024)        | 0               | 0               |
| Osasco                 | 1 (2024) | 0               | 1 (2021)        | 0               |
| Ponta Grossa           | 1 (2019) | 0               | 0               | 0               |
| União Corinthians      | 1 (2021) | 0               | 0               | 0               |
| São José               | 1 (2022) | 0               | 0               | 0               |
| Liga Sorocabana        | 0        | 2 (2022 e 2023) | 0               | 0               |
| Blumenau               | 0        | 1 (2021)        | 2 (2022 e 2024) | 0               |
| Cravinhos              | 0        | 1 (2019)        | 0               | 0               |
| Santos                 | 0        | 0               | 1 (2023)        | 1 (2024)        |
| UNIFAE                 | 0        | 0               | 1 (2019)        | 0               |
| AZ Basquete Araraquara | 0        | 0               | 0               | 2 (2022 e 2023) |
| Brusque                | 0        | 0               | 0               | 1 (2019)        |
| Botafogo               | 0        | 0               | 0               | 1 (2021)        |

### Por federação
| Estado            | Títulos | Vices | 3.º lugar | 4.º lugar |
| ----------------- | ------- | ----- | --------- | --------- |
| São Paulo         | 2       | 3     | 3         | 3         |
| Minas Gerais      | 1       | 1     | 0         | 0         |
| Paraná            | 1       | 0     | 0         | 0         |
| Rio Grande do Sul | 1       | 0     | 0         | 0         |
| Santa Catarina    | 0       | 1     | 2         | 1         |
| Rio de Janeiro    | 0       | 0     | 0         | 1         |